# Zdzisław Marciniak
Zdzisław Marciniak (ur. 10 kwietnia 1918 w Warszawie, zm. 3 grudnia 2020) – polski naukowiec, wykładowca Politechniki Warszawskiej, członek korespondent, członek rzeczywisty PAN, laureat tytułu doctora honoris causa Politechniki Warszawskiej z 1995 r., innowator nowych metod kształtowania wyprasek oraz nowych rodzajów maszyn do obróbki plastycznej o niekonwencjonalnej kinetyce, autor jednej z pierwszych w literaturze światowej książek na temat technologii tłoczenia.

## Życiorys
W 1936 ukończył Gimnazjum im. T. Czackiego, następnie rozpoczął studia na Wydziale Mechanicznym Politechniki Warszawskiej. Jego edukacja została przerwana przez wybuch II wojny światowej. Dyplom inżyniera otrzymał po powtórnym otworzeniu Politechniki Warszawskiej w 1945 r. W latach 1939–1947 pracował w założonej przez swojego ojca Fabryce Żyrandoli Elektrycznych  A. Marciniak SA na stanowisku technologa-konstruktora tłoczników.
W okresie 1947–1950 wspólnie z bratem prowadził zakład wytwórczy „Oświetlenie i Sygnalizacja”, jak również do 1956 pracował w Centralnym Biurze Konstrukcyjnym Pras i Młotów na stanowisku konstruktora oraz jako kierownik działu Automatyzacji i Tłoczników.
Od 1954 wykładowca Politechniki Warszawskiej. W 1956 otrzymał pełny etat i już do emerytury pracował na tej uczelni. Pracę naukową i projektową kontynuuje na emeryturze współpracując z Wydziałem Inżynierii Produkcji Politechniki.
W 1958 uzyskał stopień doktora, a w 1961 stopień doktora habilitowanego.
W latach 1958–1961 pracował jako adiunkt w Instytucie Podstawowych Problemów Techniki PW. Następnie od 1970 pracował w Instytucie Technologii Bezwiórowych, wydziału Mechanicznego Technologicznego PW. Zaprojektował i wdrożył do produkcji ok. 1500 różnego rodzaju tłoczników dla przemysłu – zarówno elektrotechnicznego, budowlanego, motoryzacyjnego czy maszyn rolniczych.
Opracował metody kształtowania wyprasek oraz asortyment maszyn do obróbki plastycznej o niekonwencjonalnej kinetyce. Szczególne uznanie na świecie zdobyła prasa z wahającą się matrycą. Autor książki „Mechanika procesów tłoczenia blach” z 1961 r. Prezentował w niej teorię plastycznego płynięcia. W 1967 zaoferował nową metodę wyznaczania w sposób rachunkowy procesu lokalizacji odkształceń w postaci bruzdy, powstającej na powierzchni rozciągniętych blach.
Prowadził badania nad przydatnością dla hutnictwa blach i prętów do dalszej obróbki plastycznej na zimno. Sporządził innowacyjne techniki doświadczalne do wyznaczania niektórych plastycznych właściwości materiału. Zaprezentował nową postać związków konstytutywnych uwarunkowaną pojęciami parametrów wewnętrznych.
Dzięki rozwiązaniom prof. Marciniaka metody te wprowadzono nie tylko w Polsce, ale również za granicą (Szwajcaria, Niemcy, Kanada, USA, Chiny, Japonia).
Tytuł profesora nadzwyczajnego otrzymał w 1968, a w 1973 tytuł profesora zwyczajnego. W okresie 1971–1978 był członkiem Senatu Politechniki Warszawskiej, natomiast w latach 1981–1984 sprawował funkcję prorektora ds. nauki PW.
Uczestnik i działacz wielu międzynarodowych stowarzyszeń naukowych, m.in. International Deep Drawing Research Group, International Institution for Production Engineering Research.
Wykładał w Denmark Technical University w Lyngby w Danii, Uniwersytet Tsinghua w Pekinie, Harbin University of Technology w Harbinie, Riken-Institute of Physical and Chemical Research w Tokio, Mc Master University w Hamilton (Kanada), Manchester Metropolitan University.
Profesor Z. Marciniak otrzymał między innymi odznaczenia: Krzyż Oficerski Orderu Odrodzenia Polski, dwukrotnie Nagrodę Państwową I stopnia, nagrodę Naczelnej Organizacji Technicznej, tytuł Mistrza Techniki. W 1995 nadano mu tytuł doktora honoris causa Politechniki Warszawskiej.

## Stanowiska
- 1939–1947 technolog-konstruktor tłoczników w Fabryce Żyrandoli Elektrycznych A. Marciniak S.A.
- 1947–1950 współwłaściciel zakładu wytwórczego „Oświetlenie i Sygnalizacja”
- do 1956 konstruktor oraz kierownik działu Automatyzacji i Tłoczników w Centralnym Biurze Konstrukcyjnym Pras i Młotów
- Od 1954 wykładowca Politechniki Warszawskiej
- 1958–1961 adiunkt w Instytucie Podstawowych Problemów Techniki
- od 1970 pracownik w Instytucie Technologii Bezwiórowych, wydziału Mechanicznego Technologicznego PW
- 1962–1981 przewodniczący Rady Naukowej Instytutu Obróbki Plastycznej w Poznaniu
- 1975–1979 Przewodniczący Rady Programowej czasopisma „Mechanik
- 1981–1984 Prorektor ds. nauki Politechniki Warszawskiej

## Członkostwa
- 1967–1976 członek Rady Głównej Szkolnictwa Wyższego
- 1975–1977 członek Komitetu Naukowego Mechaniki i Fizyki
- członek Ośrodków Ciągłych Polskiej Akademii Nauk
- 1979–1983 członek Komitetu Nagród Państwowych
- Członek Polskiego Towarzystwa Mechaniki Teoretycznej i Stosowanej
- 1981–1983 członek Rady Naukowej Instytutu Podstawowych Problemów Techniki
- 1971–1978 członek Senatu Politechniki Warszawskiej
- 1974 – członek korespondent PAN
- 1986 – członek rzeczywisty PAN[4]
- członek Towarzystwa Naukowego Warszawskiego[3]

## Nagrody, wyróżnienia, odznaczenia
- Krzyż Oficerski Orderu Odrodzenia Polski (1984)
- dwukrotnie Nagrodę Państwową I stopnia
- dwukrotnie Nagrodę Naczelnej Organizacji Technicznej (1971 i 1975)
- tytuł Mistrza Techniki (1970 i 1974)
- tytuł doktora honoris causa Politechniki Warszawskiej (1995)[3][5]

## Wybrane publikacje
- „Mechanika procesów tłoczenia blach”
- „Konstrukcja wykrojników”
- „Odkształcenia graniczne w procesach tłoczenia blach”
- „Mechanics of Sheet Metal Forming”
- „Konstrukcja tłoczników”